# Corvee

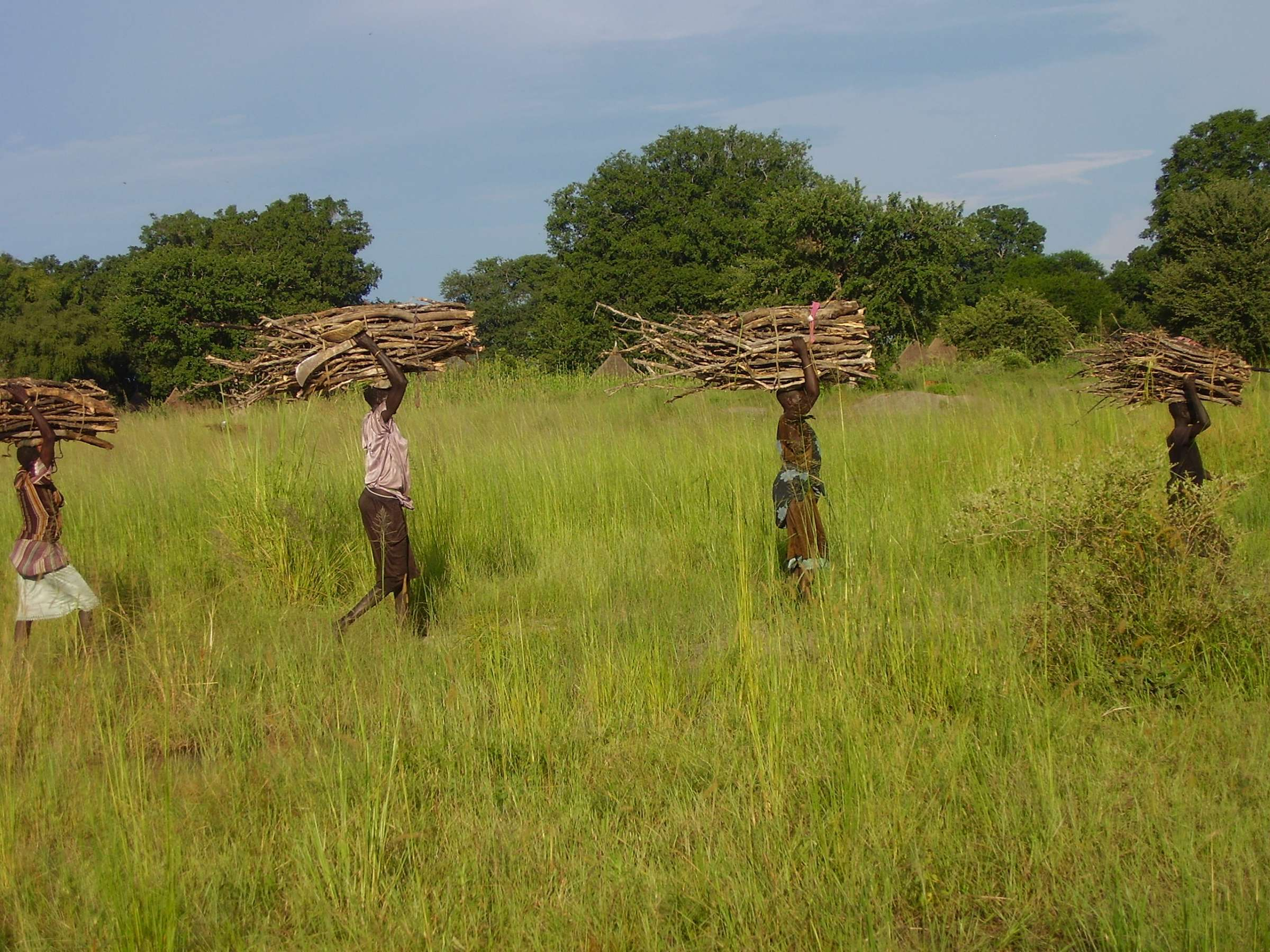
Vrouwen in Zuid-Soedan hebben corveedienst en sprokkelen hout.

Het corvee (van het Latijns corrogare, oproepen) is ploegendienst. In een samenleving kunnen alledaagse karweitjes zoals afwassen en boodschappen doen door verschillende mensen gedaan worden door onderling afspraken te maken hoe de te verrichten arbeid het beste, het meest rechtvaardig of het handigst, verdeeld kan worden.
Afhankelijk van de woonsituatie kunnen ook waterdragen, hout sprokkelen en wachtlopen tot de alledaagse bezigheden gerekend worden.
Het woord verscheen in de geschreven Nederlandse taal als "corweie" in 1294 en had toen dezelfde betekenis als het Franse woord corvée, "herendienst". In feodale maatschappijen was corvee een vorm van belasting die geheven werd door een heer voor bijvoorbeeld de verrichting van publieke werken, zoals de aanleg van wegen en kanalen, of de bouw van een indrukwekkend monument.
In Frankrijk werden de verplichte corvees afgeschaft op 4 augustus 1789.

## Mediabestanden die bij dit onderwerp horen

1. Category:Corvée, voor onbetaalde, gedwongen arbeid
2. Category:Household chores, voor corveediensten zoals tijdens zomerkampen